# 香港基督教女青年會
香港基督教女青年會（英語：Hong Kong Young Women’s Christian Association，縮寫：YWCA、HKYWCA），是一所香港擔保有限公司（Company Limited by Guarantee）兼基督教女青年會的成員，創立於1920年3月10日，並是香港第一個婦女社團，創辦人包括霍慶棠、胡素貞、霍絮如、吳鐾絃等，創會初期，為香港婦女竭力爭取權益，包括掃除婦女文盲、推動一夫一妻制及同工同酬等，提供「婦女為本」的服務。現時秉持「生命的栽培」服務宗旨，發展成一個多元化社會服務機構。

## 歷史
1855年金耐德夫人（Lady Kinnaird）和羅拔女士（Ms. Emma Robarts）在倫敦創立基督教女青年會（Young Women's Christian Association，縮寫：YWCA）。直至1894年由包括英國、美國、挪威和瑞典等四國成立世界基督教女青年會，會址設於瑞士日內瓦。1890年，燕京大學創辦人及曾任美國駐華大使司徒雷登（Leighton Stewart）的母親司徒夫人於浙江杭州弘道女校建立中華基督教女青年會，中國各大城市及鄉鎮相繼成立女青年會，而香港是第七個市會。
在20世紀初，霍慶棠女士經常作東道招待取道香港往海外留學的中國青年女子。及後霍女士與同道胡素貞、霍絮如、吳鐾絃等籌組本地女青年會，並於1920年3月10日舉行成立慶典，成為香港第一個婦女團體，當時有81位創立會員和12位董事。創立初期主要回應當時婦女的需要，為勞工婦女開設平民夜校，提供教育及提升就業技能，並為初當人母的婦女提供育嬰知識。

## 服務

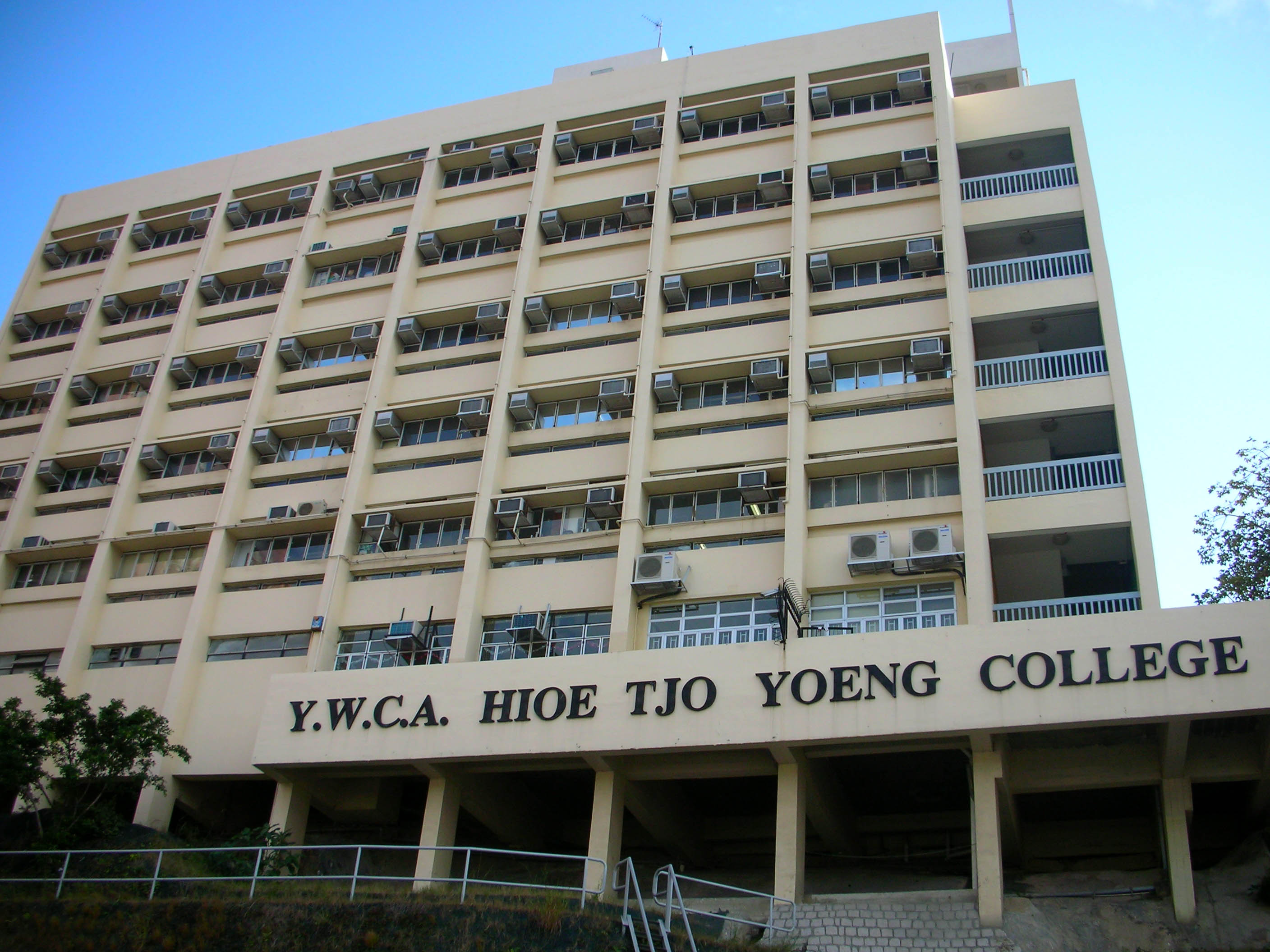
丘佐榮中學

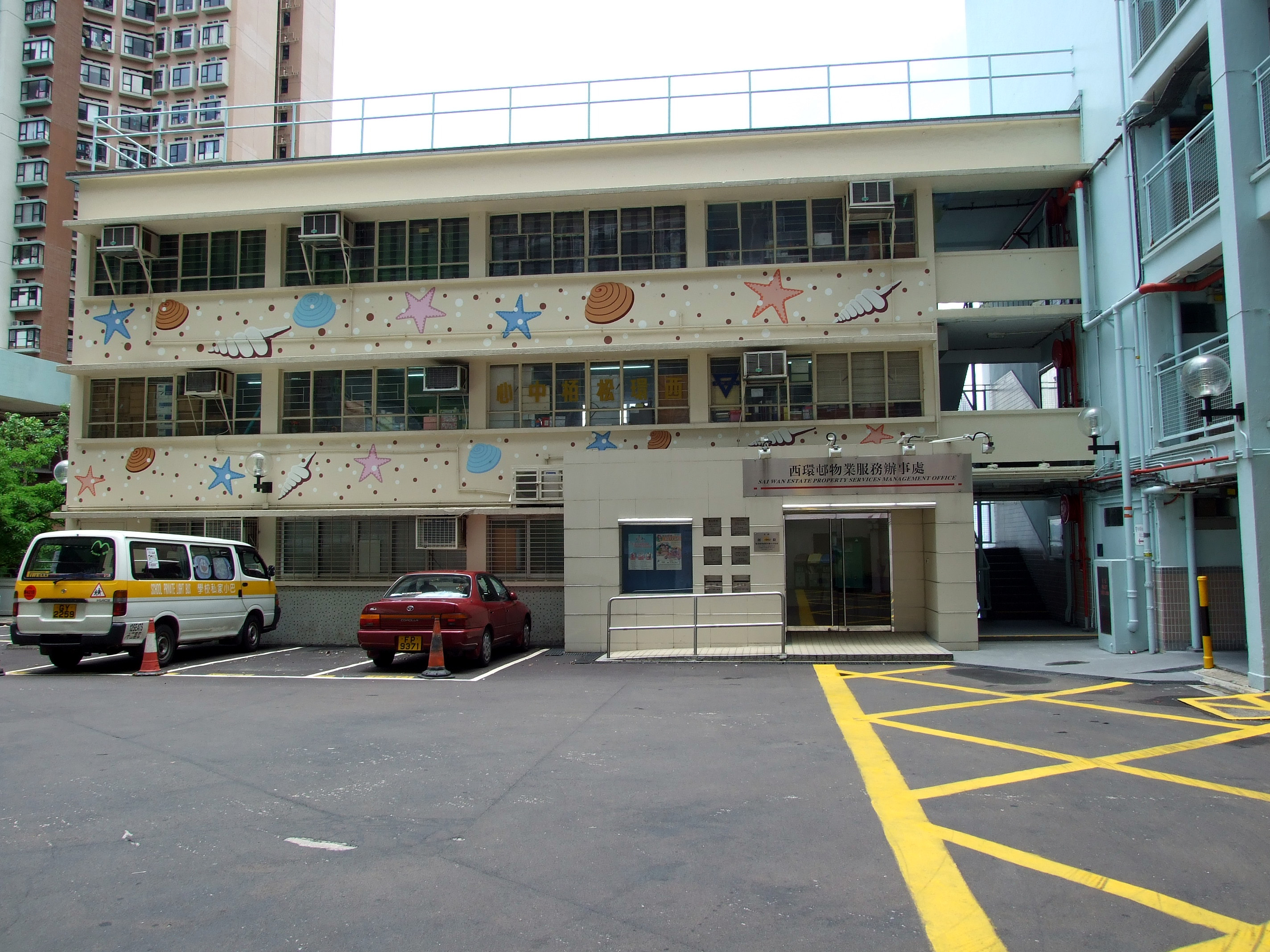
西環松柏中心

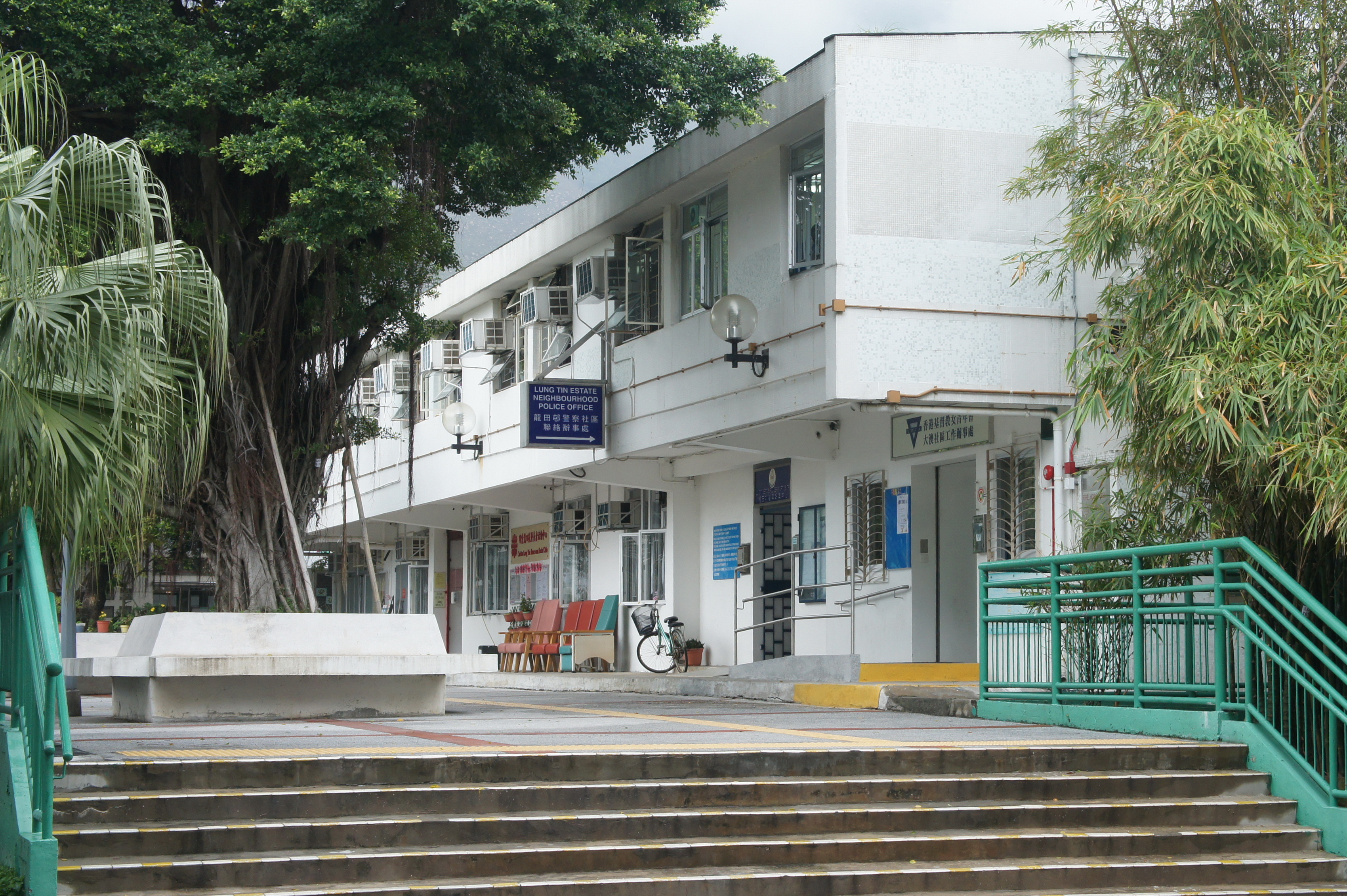
大澳社區工作辦事處

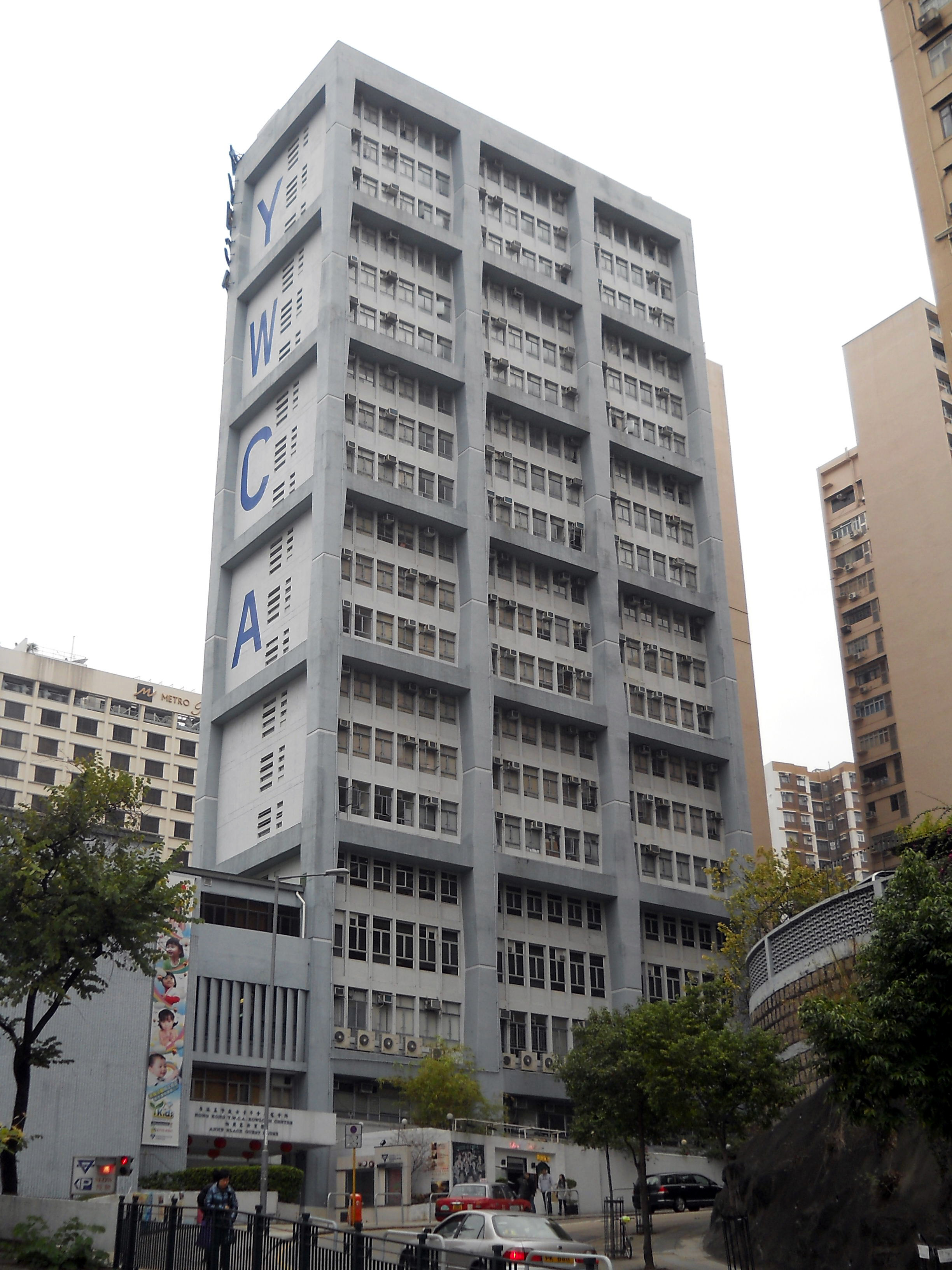
女青柏颜露斯

香港基督教女青年會屬下服務單位共有79個，服務對象由幼兒至高齡長者，遍佈香港、九龍、新界及離島，會員人數超過3.5萬人，義工人數超過1.5萬人，每年服務超過300萬人次。

### 婦女服務
- 婚姻逆境支援服務，組織「自強同學會」參與「活出新天地」女性自強課程及系列活動的網絡小組。
- 女性資源中心
- 法律諮詢服務，提供有關婚姻法、離婚程序、贍養費及撫養權等法律諮詢服務，並為有需的婦女安排約見律師。
- 婦光團
- 年輕女性培育計劃
- 傑出婦女義工選舉
- 年青女性領袖小組
- 亮儷人生
- 性別意識教育
- 單身人士服務

### 青年及社區服務
- 青衣綜合社會服務處（青衣島長青邨）
- 沙田綜合社會服務處（沙田沙田廣場）
- 將軍澳綜合社會服務處（調景嶺維景灣畔）
- 龍翔綜合社會服務處
  - 龍翔綜合社會服務處（黃大仙黃大仙中心）
  - 啟善樓分處（黃大仙黃大仙上邨）
- 樂華綜合社會服務處（牛頭角樂華（南）邨）
- 屯門綜合社會服務處
  - 屯門綜合社會服務處（屯門友愛邨）
  - 定龍樓分處（屯門安定邨）
- 蝴蝶灣綜合社會服務處（屯門蝴蝶邨）
- 天水圍綜合社會服務處（天水圍天瑞邨）

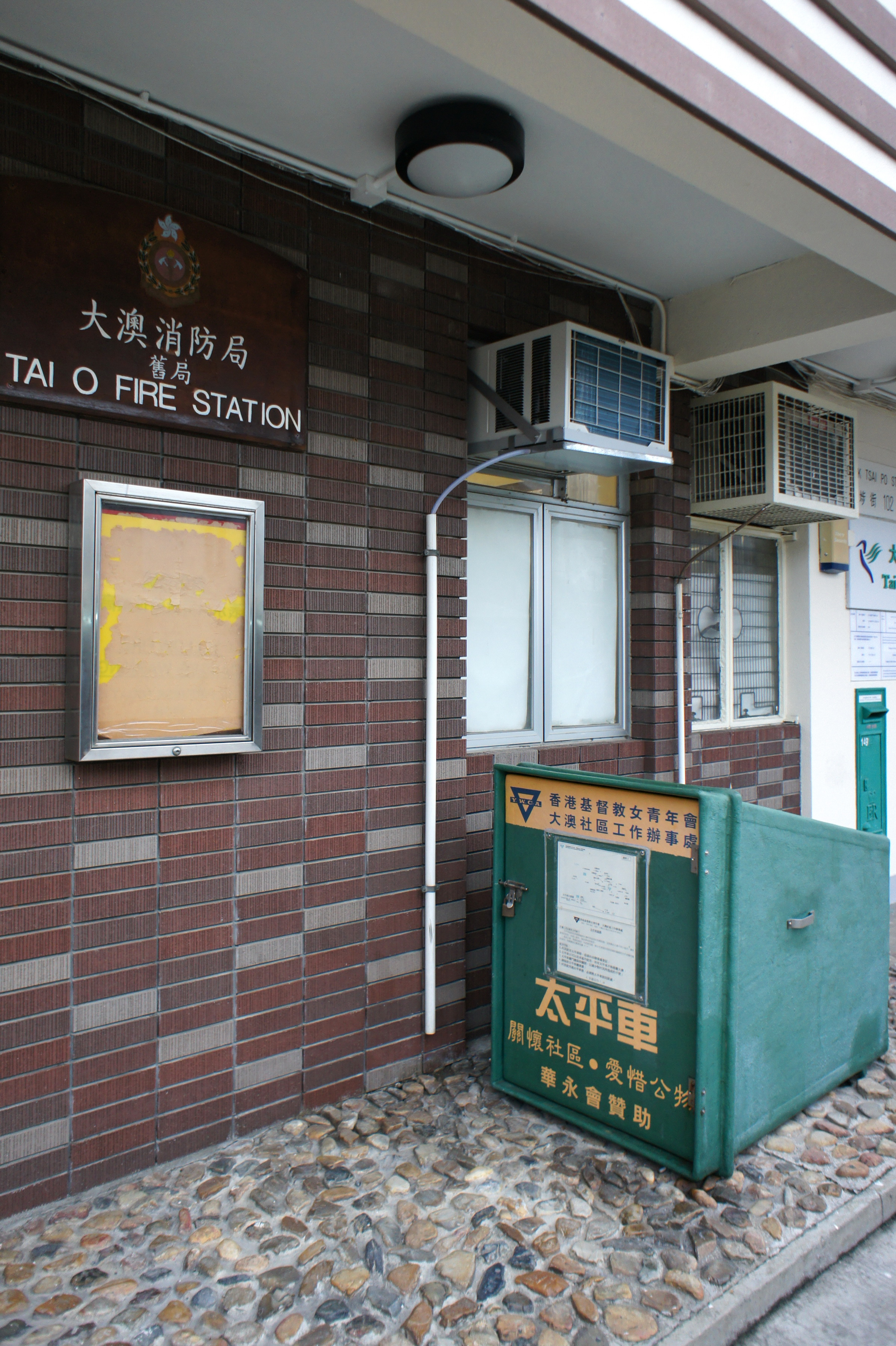
大澳社區工作辦事處提供大澳居民免費借用的太平車（輪椅）。

- 深水埗綜合社會服務處（深水埗元州街市政大廈）
- 大澳社區工作辦事處（大澳龍田邨）
- 觀龍樓社區工作辦事處（堅尼地城觀龍樓）
- 西環綜合社會服務處（西環域多利道百年大樓）
- 學校社會工作辦事處（石硤尾白田邨）
- 中西區及離島青年外展社會工作隊（西營盤西營盤社區綜合大樓）

### 教育服務
學前教育
- 安定幼兒學校（屯門安定邨）
- 宏恩幼稚園（深水埗怡靖苑）
- 青衣幼兒學校（青衣島長青邨）
- 信望幼兒學校（黃大仙黃大仙下村）
- 荃灣幼兒學校（荃灣大河道）
- 紹邦幼兒學校（九龍塘又一村）
- 彩雲幼兒學校（牛池灣彩雲邨）
- 隆亨幼兒學校（沙田隆亨邨）
- 趙靄華幼兒學校（深水埗元州邨）
- 戴翰芬幼兒學校（中環中環中心）

中學
- 丘佐榮中學（何文田常和街）

持續教育部
- 九龍會所·職業發展及訓練中心（窩打老道山文福道）
- 九龍東持續教育中心（黃大仙黃大仙中心）
- 沙田持續教育中心（小瀝源都會廣場）
- 麗瑤社會服務處（葵涌麗瑤邨）
- 港島東持續教育中心（西灣河康東邨）
- 旺角持續教育中心（旺角荔枝角道）
- 青心坊
  - 香港店（般咸道女青大厦）
  - 九龍店（窩打老道山文福道）
- 綜合社會服務處
  - 天水圍（天水圍天瑞邨）
  - 蝴蝶灣（屯門蝴蝶邨）
  - 屯門（屯門安定邨）
  - 龍翔（黃大仙黃大仙中心）

### 耆年服務
- 明儒松柏社區服務中心（西灣河康東邨）
- 秀群松柏社區服務中心（粉嶺華明邨）
- 西環松柏中心（西環西環邨）
- 長青松柏中心（青衣長青邨）
- 誌寶松柏中心（深水埗元州街市政大廈）
- 九龍城綜合家居照顧服務隊（馬頭圍真善美邨）
- 深水埗綜合家居照顧服務隊（深水埗麗安邨）
- 林護紀念松柏日間護理中心（深水埗麗安邨）
- 鄭傍卿護理安老苑（鴨脷洲利東邨）
- 雲華護理安老苑（深水埗麗安邨）
- 長者持續教育中心（窩打老道山文福道）
- 園景軒餐廳（半山區麥當勞道），獲民政事務總署「伙伴倡自強」社區協作計劃撥款資助的社會企業，為退休人士提供再就業之機會。
- 健康長者農場（粉嶺丹竹坑）

### 度假村
- 梁紹榮度假村（大嶼山䃟石灣）

### 酒店
- 女青峰景軒（窩打老道山文福道）
- 女青園景軒（半山區麥當勞道）
- 女青雅舍（九龍塘又一村）
- 女青大厦（西半山般咸道）

## 爭議
2009年大澳和諧事件，香港基督教女青年會大澳社工謝世傑聯同議員及居民舉辦申訴大會，指摘08年風災期間政府救災不力，時任民政事務局局長曾德成向女青施壓，而女青欣然同意，向謝發警告信及調職。
2012年2月9日被香港多份報章揭發香港基督教女青年會負責經營的四所本地旅館恃着鄰近醫院，推出以簡體字作宣傳的「分娩住宿套餐」服務，月費約16,800港元，附設廚房設備，更備有免費嬰兒床、嬰兒護理日用品、歡迎禮包等，招攬內地孕婦入住，被部分香港市民認為加劇雙非兒童（父母皆非香港人的子女）社會問題，在社交網絡facebook成立反對群組揚言杯葛該機構，女青聲稱為免公眾產生「誤會」，轄下旅館隨即停止提供有關套餐服務。
2015年2月24日被香港蘋果日報揭發香港基督教女青年會正在重修之女子宿舍被修改地契，計劃興建四星級酒店，該計劃被指偏離地契條款。該地女青於一九六五年以市值三分之一的地價，約四十五萬六千元購入，根據地契條款，女青需在該地段提供健身室、家政室、圖書館，及為商務女子提供住宿的宿舍，唯現時女青只計劃重建報「象徵式」預留一層女子樓層，以「回應」地契的要求，其餘的樓層會招待男女旅客，有偏離地契條款之嫌。
2017年3月23日，香港競爭事務管理委員會入稟，指香港基督教女青年會一次招標程序涉圍標，當中涉及香港多間著名電腦設備供應商，為香港首例，嚴重影響香港奉行的公平貿易主義。
2018年6月26日 , 香港基督教女青年會資訊科技部前主管陸耀盈被揭發曾涉及風化案件 , 因偷拍女士裙底而被控不誠實使用電腦罪 , 其操守及誠信令人質疑。

## 歷任會長
- 馬霍慶棠女士
- 何玉瑛女士
- 譚紉就女士
- 葉秀英女士
- 鄭容麗女士
- 梁黃文璿女士
- 胡秀霞女士
- 杜淑婉女士

## 外部連結
- 香港基督教女青年會官方網址（页面存档备份，存于）
- 香港基督教女青年會（附屬團體列表）[永久]